# 杉戸町消防本部
杉戸町消防本部（すぎとまちしょうぼうほんぶ）は、埼玉県北葛飾郡杉戸町に存在した消防部局（消防本部）。管轄区域は杉戸町全域。2013年4月、消防広域化により埼玉東部消防組合が発足したのに伴い解散した。

## 概要
- 消防本部：埼玉県北葛飾郡杉戸町大字堤根4750-1
- 管内面積：30.00km2
- 職員定数：92人
- 消防署1カ所、出張所1カ所
- 主力機械（2011年4月1日現在）
  - 普通消防ポンプ自動車：2
  - 水槽付消防ポンプ自動車：2
  - 化学消防自動車：1
  - 救助工作車：1
  - 救急自動車：3
  - 指揮車：1
  - 査察広報車：2

## 沿革
- 1982年（昭和57年）4月1日 - 消防本部・消防署を開設する。
- 1988年（昭和63年）4月1日 - 泉出張所を開設する。
- 2004年10月　新潟県中越地震に緊急消防援助隊を派遣する
- 2013年4月　加須市消防本部・幸手市消防本部・白岡市消防本部・杉戸町消防本部・久喜地区消防組合が統合され埼玉東部消防組合が発足したのに伴い解散。

## 消防署

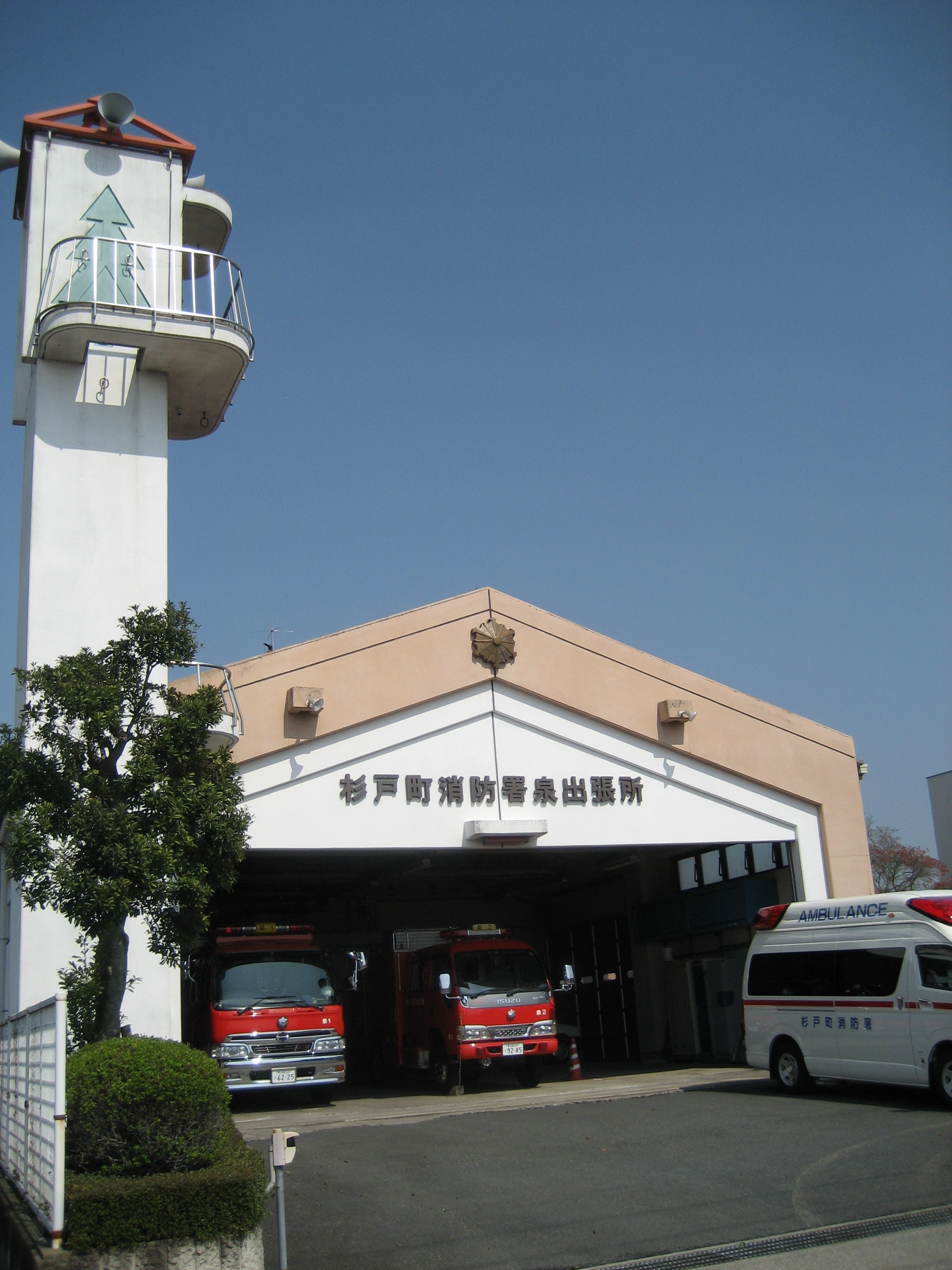
泉出張所

| 消防署       | 住所           | 出張所 | 住所        |
| ------------ | -------------- | ------ | ----------- |
| 杉戸町消防署 | 大字堤根4750-1 | 泉     | 大字椿628-2 |